# Edward Herbert Thompson
Edward Herbert Thompson (n. 28 septembrie 1857, Worcester, Massachusetts - d. 11 mai 1935, Plainfield, New Jersey) a fost un arheolog de origine americană și diplomat. Este considerat descoperitorul celor mai multe centre maiașe din Yucatan și al fântânilor morții de la Chichen Itza.